# Люблино (Новгородская область)
Люблино — деревня в Поддорском районе Новгородской области, входит в состав Селеевского сельского поселения. Расположена на левом берегу р. Ловать напротив д. Губино, находится на высоте 46 м над уровнем моря.

## Население
| 2010 |
| ---- |
| 25   |

## История
Исторические документы, подтверждающие первоначальное историческое упоминание о Люблино, не установлены. Вплоть до начала XX века — многочисленная деревня с количеством дворов более 50-ти. В период раскулачивания и коллективизации произошло уменьшение населения. Бои во время Великой Отечественной войны на территории и в ближайших окрестностях Люблино не велись. Тем не менее, деревня была полностью сожжена, жители были эвакуированы.
По окончании войны, в период конца 40-х — начала 50-х годов XX века Люблино было частично отстроено заново до 30 дворов и вошло в состав Перегинского Сельского Совета.

## Экономика
До распада СССР бригада трудоспособного населения Люблино являлась подразделением Совхоза «Перегинский». В послевоенные годы основным отраслевым видом сельского хозяйства в Люблино являлось животноводство.
В начале 90-х годов XX века деятельность совхоза на территории и в окрестностях Люблино полностью прекратилась.

## Достопримечательности
В окрестностях Люблино на берегах Ловати расположено несколько древних курганов, история которых связана с древним путём «Из Варяг в Греки».